# Ban Sok (Xaysetha)
Ban Sok – wieś położona w południowo-wschodnim Laosie, w prowincji Attapu, w dystrykcie Xaysetha.